# Estepa populifòlia
L'estepa populifòlia, estepa de fulles de pollancre, matafoc o simplement estepa(Cistus populifolius) és una espècie de planta de les anomenades estepes (gènere Cistus). La seva distribució es limita a la península Ibèrica i una part del Magrib formant part de brolles poc àrides en terreny silici. Indrets mediterranis i submediterranis marítims.. Només es troba en sòls àcids (silicis). Als Països Catalans només es troba a la meitat sud de Catalunya (Priorat i Baix Camp entre els 400 i 550 m d'altitud) i el País Valencià (Alcalatén, la Plana Baixa, Alt Millars, Alt Palància, els Serrans, i Camp de Morvedre entre els 200 i 1.500 m d'altitud).
Per la seva raresa a Catalunya es va incloure com a espècie vulnerable a la llista d’espècies amenaçades en la RESOLUCIÓ AAM/732/2015, de 9 d'abril, per la qual es modifica el Catàleg de flora amenaçada de Catalunya

## Morfologia
Arbust glutinós, flairós, glabrescent de 80 a 150 cm d'alt. Fulles ovato-cordiformes més o menys ondulades, de 4-10 x 2,5-6,5 cm, cordades o arrodonides a la base, agudes glabres o feblement pilosos. De 2 a 6 flors en cima corimbiforme, pètals blancs amb l'ungla groga, de 15-30 x 13-25 m; càpsula globulosa de 5-7 mm amb 5 lòculs. Floreix d'abril a juny.